# John Hein
Pour les articles homonymes, voir Hein.
John Hein (né le 27 janvier 1886 à New York (États-Unis) et mort le 29 août 1963 dans la même ville) est un lutteur sportif américain.

## Biographie
John Hein obtient la médaille d'argent olympique en 1904 à Saint Louis en poids mi-mouches. Après la fin de sa carrière de lutteur, il devient entraîneur notamment du boxeur Benny Leonard.